# Bamboleo de Chandler

Movimiento de rotación de la Tierra.

El bamboleo de Chandler es una pequeña variación en el eje de rotación de la Tierra, descubierta por el astrónomo norteamericano Seth Carlo Chandler en 1891. Supone una variación de 0,9 segundos de arco en un período de 433 días. En otras palabras, los polos de la Tierra se mueven en una circunferencia irregular de 3 a 15 metros de diámetro, en un movimiento oscilatorio. Esto supone un añadido a la precesión de los equinoccios, una oscilación de dimensiones mayores que necesita alrededor de 26 000 años para completarse.
El diámetro del bamboleo ha variado desde su descubrimiento, alcanzando la máxima amplitud registrada en 1910. Su origen es desconocido: salvo por una fuerza externa, el bamboleo debería ir remitiendo paulatinamente. En un principio se creyó que estaba causado por fluctuaciones climáticas causantes de cambios en la distribución de la masa atmosférica, o a posibles movimientos geofísicos bajo la corteza terrestre. El 18 de julio de 2000 el Jet Propulsion Laboratory (Laboratorio de Propulsión a Chorro) anunció que "la causa principal del bamboleo de Chandler es la presión fluctuante del fondo oceánico, originada por los cambios en la temperatura y la salinidad, y por los cambios en la dirección de las corrientes oceánicas".